# Charax Spasinou
Charax Spasinou ou Spasinou Charax, ou encore Charax Pasinu (grec ancien : Σπασίνου Χάραξ), est un ancien port du fond du golfe Persique, point de départ du commerce mésopotamien avec l'Inde, et capitale de l'antique royaume de Characène.

## Toponymie
Différentes hypothèses sont en présence sur ses anciens noms. Il semble avéré qu’elle fut fondée ou du moins renommée Alexandrie, sans qu’il n’y ait de certitude quant à savoir de quelle Alexandrie (Ἀλεξάνδρεια) il s’agit. Plusieurs auteurs penchent pour Alexandrie de Characène. M.-L. Chaumont en est certain ; quand Laurence Martinez-Sève propose Antiochos IV comme le Séleucide qui rebâtit la ville, elle identifie également Charax Spasinou avec Alexandrie Characène, renommée Antioche Characène au moment de cette refondation.
D’autres l’identifient à Antioche en Susiane (Ἀντιόχεια τῆς Σουσιανῆς)[réf. nécessaire].
Après avoir été détruite par des inondations, elle est reconstruite par Antiochos IV (175-164 av. J.-C.) et rebaptisée Antioche en Characène. Auparavant, elle a pu être appelée Antioche du Tigre. La ville est alors protégée des inondations par une digue de 4½ km de long par le gouverneur Hyspaosines, et renommée "Charax Hyspaosines." Le nom de Charax, probablement du grec Χάραξ, signifie littéralement fort(in) à palissade, et a été appliqué à plusieurs villes fortifiées séleucides.
Une théorie affirme que le terme Charax dérive de l’araméen Karkâ, signifiant « château, fort », mais Charax est souvent présent dans d’autres villes séleucides avec le sens de palissade.

## Localisation

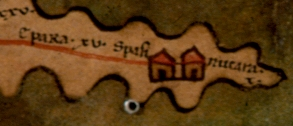
La ville de Charax Spa. sur la table de Peutinger (Ive siècle).

Le site de Charax Spasinou est actuellement un tell appelé Djabal Khuyabir à Naysān près du confluent de l’Eulaios/Karkheh et du Tigre, comme l’indique Pline l'Ancien.
Selon Pline l’Ancien :

« La ville de Charax est située dans la baie la plus reculée du golfe Persique, et ensuite on trouve le pays nommé Arabie Heureuse. Elle est établie sur une élévation artificielle entre le Tigre à droite et le Karún à gauche, à l’endroit où ces deux rivières s’unissent, et le site mesure deux miles romains en largeur... À l’origine, elle était à une distance de 1¼ mille [1.9 km] de la côte, avec sa propre baie, mais quand Juba II (né vers 50 av. J.-C. — 24 ap. J.-C.) publie ses travaux elle était à 50 milles [74 km] à l’intérieur des terres ; actuellement la distance entre la ville et la côte est évaluée par les messagers arabes et nos propres commerçants qui sont passés par cet endroit à 120 milles [178 km]. Il n’y a pas d’autre endroit dans le monde où la terre charriée par les fleuves a empiété autant ou aussi vite sur la mer… »

La description de Pline confirme l’illustration fournie par la Table de Peutinger.
Le tell Djabal Khuyabir est maintenant situé à 1km au sud du confluent de l’Eulaios/Karkheh et du Tigre ; la rivière a changé de lit durant un orage connu de 1837.
Naysān peut être une corruption de Maysān, le nom du Characène au début de la période islamique

## Histoire
Les fouilles ont commencé en 2016. Elles ont montré que la ville était construite sur un plan hippodamien, dont les rues délimitent des parcelles de 185 m sur 85, les plus vastes de l’Antiquité. Deux bâtiments publics importants ont été détectés, mais pas encore fouillés.
Tant que les fouilles n’ont pas plus progressé, l’histoire de la ville de Charax peut être retracée uniquement à partir de textes anciens et de sources numismatiques.
La ville est fondée par Alexandre le Grand en 324, à l’emplacement d’un village perse, Durine. C’est une des dernières villes qu’il a fondé avant sa mort en 323 av. J.-C. Il établit le quartier (dēmē) du port qu’il nomme Pella, comme sa ville natale, où il installe des vétérans macédoniens.
Après sa mort, la ville est dominée par les Séleucides, jusqu’à ce qu’elle soit plus ou moins détruite par une inondation.
La ville est refondée vers 166 av. J.-C. par un Antiochos, qui la renomme Antioche Characène. Selon Juba, il nomme Hyspaosines satrape pour superviser les travaux, version à laquelle Pline s’oppose. Pline fait de Hyspaosines le fils de Sagdodonacos, un roi arabe. L’identification du Séleucide qui refonde la ville est ardue : Laurence Martinez-Sève propose Antiochos IV, mais la question est embrouillée et il est difficile de trancher en l’état actuel des sources. Il semble en tout cas que ce soit lui qui fonde l’atelier monétaire de Charax/Antioche de Characène.
L’instabilité politique qui suit la conquête de la plus grande part de l’empire séleucide par les Parthes permet à Hyspaosines d’abord de s’affranchir du pouvoir séleucide (dans les années 140 av. J.-C.) puis de se proclamer roi (vers 129/126) de la Characène. Il fait d’Antioche sa capitale, qu’il rebaptise de son propre nom,.
Charax reste la capitale de la Characène 282 ans. La numismatique suggère qu’il s’agit d’une ville multi-ethnique hellénisée située sur de grandes routes commerciales. Sous Trajan, l’empire romain annexe la ville en 116. La Characène retrouve son indépendance 15 ans après, sous le règne de Meredates de Characène (ou Mithridate), fils du Parthe Pacorus II, pendant la guerre civile pour la succession au trône de Vologèse Ier. À cette époque, le monnayage de Charax prend le style parthe.
En 221–222, le Perse Ardašēr, satrape du Fars, se révolte contre les Parthes, et crée l’empire Sassanide. Selon des sources arabes tardives, il vainc l’armée de Characène, tue son dernier roi et rebâtit la ville qu’il renomme Astarābād-Ardašīr. La zone autour de Charax, appelée Characène, est alors connue dans les sources araméennes et syriaques sous le nom de Maysān, nom qui évolue sous les conquérants arabes.
Les gouverneurs de Charax du Ve siècle sont évoqués, par la suite, dans les textes perses qui la nomment Maysan. Une église nestorienne est citée au siècle suivant. L’atelier monétaire de Charax est toujours actif sous les Sassanides et le califat omeyyade, au moins jusqu’en 715.
Charax est abandonnée au IXe siècle à cause des inondations récurrentes et de la réduction du commerce vers l’ouest.

## Économie
La ville était un centre commercial majeur de l’Antiquité tardive, comme en témoignent les découvertes de monnaies grecques faites pendant les fouilles.
Bien que le royaume fut vassal des Séleucides puis de l’empire parthe, il semble qu’il a conservé une large autonomie. Il devient un des centres du commerce arabe, largement contrôlé par les Nabatéens, au moins jusqu’à l’annexion par Rome.
Des navires de Gerrha arrivaient régulièrement au port de Charax, ainsi que d’Égypte, d’Inde, et d’ailleurs. Trajan, en observant les navires arrivant d’Inde pendant sa visite de la ville avec Strabon, qualifie la ville d’emporion et Pline indique que la ville est un centre du commerce des parfums rares et de la pêche à la perle. C’est aussi le point de départ de la route terrestre vers Pétra et Palmyre, et d’autres routes vers l’empire parthe.

## Monnaies
Avant la conquête romaine, Charax frappait des monnaies de type hellénistique. Le style a évolué pour se rapprocher des monnayages parthes.
L’atelier monétaire de Charax reste actif sous l’empire sassanide et sous les Omeyyades, pour s’arrêter vers 715.

## Personnalités liées à la ville
- Isidore de Charax, géographe de culture grecque et araméenne du début du Ier siècle[1]
- Le personnage précédent est parfois identifié avec Dionysos de Charax. M.-L. Chaumont réfute cette affirmation[1].

En 97, Charax reçoit la visite du voyageur Chinois Gan Ying 甘英, qui mentionne la ville comme 干羅 (pinyin : Gànluò ; prononciation ancienne reconstruite *ka-ra). Il tentait de rejoindre l’empire romain via l’Égypte mais, après avoir traversé le golfe Persique, il se convainquit de revenir par l’empire parthe.
Robert Eisenman prétend que c’est dans cette ville, et pas dans l’Antioche plus connue, que saint Paul de Tarse établit sa première église.